# Gülşen Bubikoğlu
Gülşen Bubikoğlu (* 5. Dezember 1954 in Istanbul) ist eine türkische Schauspielerin.

## Leben und Karriere
Bubikoğlu besuchte die Fatih Kız Lisesi. Nach dem frühen Tod ihres Vaters brach sie ihre reguläre Schulbildung ab, studierte jedoch Sprache, Tanz und Schauspiel am L.C.C. Kulturzentrum.
1973 nahm sie bei einem Wettbewerb des Magazins Ses Dergisi teil und bekam den zweiten Platz. Ihr Filmdebüt gab Bubikoğlu 1974 im Film Yaban. 1975 heiratete sie den rürlischen Regisseur Türker İnanoğlu.  1977 bekam das Paar eine Tochter. Zu ihren bekanntesten Filmen und Serien gehören Ah Nerede, Gırgıriye, Alev Alev, Zirvedekiler und Affet Bizi Hocam.
Bubikoğlu erhielt mehrere Auszeichnungen, darunter den Preis für die beste Schauspielerin beim Altın Portakal Film Festival 1988.

## Filmografie (Auswahl)
- 1973: Bitirimler Sosyetede
- 1973: Yaban
- 1976: Kader Bağlayınca
- 1976: Ne Umduk Ne Bulduk
- 1979: Canikom
- 1982: Leyla İle Mecnun
- 1982: O Kadın
- 1983: Gırgıriyede Cümbüş Var
- 1983: İhtiras Fırtınası
- 1984: Alev Alev
- 1984: Gırgıriyede Büyük Seçim
- 1985: Paramparça
- 1986: Kıskıvrak
- 1986: Savunma
- 1990: Madde 438
- 1994: Zirvedekiler
- 1998: Affet Bizi Hocam